# Kőkapu (Budapest)
A Kőkapu a Duna–Ipoly Nemzeti Parkban lévő Budai-hegységben, Budapest II. kerületében található átjáróbarlang. A Látó-hegyen lévő Apáthy-szikla tetejének közelében helyezkedik el. Magyarország megkülönböztetetten védett barlangjai között volt.

## Leírás
Az Apáthy-szikla tetejétől nem messze, a szikla felett haladó zöld sáv jelzésű turistaút mellett található. A nagyon tagolt dolomitsziklák alján törmelékfogó farönksor mögött vezet fel a néhány méter hosszú meredek ösvény a barlanghoz. Sötétvörös agyaglejtő képezi az aljzatát. A barlang bal oldalán lévő ablakon át ki lehet nézni. Az erdőben kezdődik a lejtő felső része. A törmelék befolyását itt is farönksor csökkenti.
Jól megfigyelhetők a mennyezeten a majdnem párhuzamos tektonikai síkok, amik mentén ál-pendant formákat határolt körül a kifagyásos aprózódás. A mennyezet boxwork mintázatú, ami a dolomit kiporlásakor jött létre. A feljáró oldalán a felmagasodó főterész felülete egyenletesebb, sárga színű, ami valószínűleg eocén anyag lehet. Vörösesbarna színűek az üreg falai, ami a vörösagyagtól lehet. Nem ismerhető fel egyértelmű limonitos anyag. A környező barlangokból ismert kalcitszivacs rostos felszíne látható több foltban. Erre dolomitmurva szemcsék is rácementálódtak néhol. Balra (É-ra) a felső bejárat alatt be lehet kúszni egy kis oldalágba, de nem érdemes. A falak és a mennyezet a fagyaprózódás következtében mindenhol nagyon tagolt. Oldásos formák nem ismerhetők fel. Az üregnek csak földtani jelentősége van, barlangtanilag jelentéktelen.
1957-ben volt először Kőkapunak nevezve a barlang az irodalmában. Előfordul a barlang az irodalmában Apáthy-szikla I. sziklakapuja (Bertalan 1976), Apáthy-szikla 1. sz. sziklakapuja (Kordos 1984), Apáthy-szikla-kőkapuja (Bertalan, Schőnviszky 1976), Lipótmezei sziklák üreg (Kordos 1984), Lipótmezei sziklák ürege (Bertalan 1976), Szelelő-lyuk (Leél-Őssy 1995), Sziklakapu (Leél-Őssy 1995), Vaskapu (Bertalan 1976) és vaskapu (Kordos 1984) neveken is.

## Kutatástörténet
Az 1900-ban kiadott, Budapest környéke című könyvben meg van említve, hogy a lipótmezei érdekes sziklák között látszik egy nagy kőkapu, amely folyosószerű sziklaüregbe vezet. Az 1957-ben megjelent útikalauzban ismertetve van, hogy a Kőkapu sziklacsoportja alá érve és jobbra óvatosan (lent nagy kőbánya van) felkapaszkodva lehet eljutni a Kőkapuhoz, amelynek természetes és alacsony sziklakapuján keresztül fel lehet érni a sziklacsoport tetejére, ahol a sziklasorozat kilátószerű sziklája található. Az 1957. évi Földrajzi Értesítőben napvilágot látott, Leél-Őssy Sándor által írt tanulmány szerint az Apáthy-szikla üregei dolomitban keletkeztek és hévizes eredetűek. A kiadványban lévő helyszínrajzon meg van jelölve az üregek helye.
Az 1958-ban kiadott, Budapest természeti képe című kiadványban az olvasható, hogy a ladini emelet felső részébe, a Trachyceras aonoides szintjébe sorolható az Apáthy-sziklában kibukkanó fehér és szürkésfehér dolomit, amely nem tartalmaz szarukövet, de ugyanúgy rétegzetlen és hasadozott, mint a többi dolomit. Ez a kibukkanás (térképek alapján megállapítva) a Kőkapu DNy-i végén van. Az Apáthy-szikla oldalában lévő barlangnyílások és régi hévforrásüledékek 70–80 m magasan vannak az Ördög-árok alluviuma felett. Az Apáthy-szikla barlangjai az ÉNy-ra néző dolomitfal felső részén helyezkednek el és részben mesterséges kis üregek.

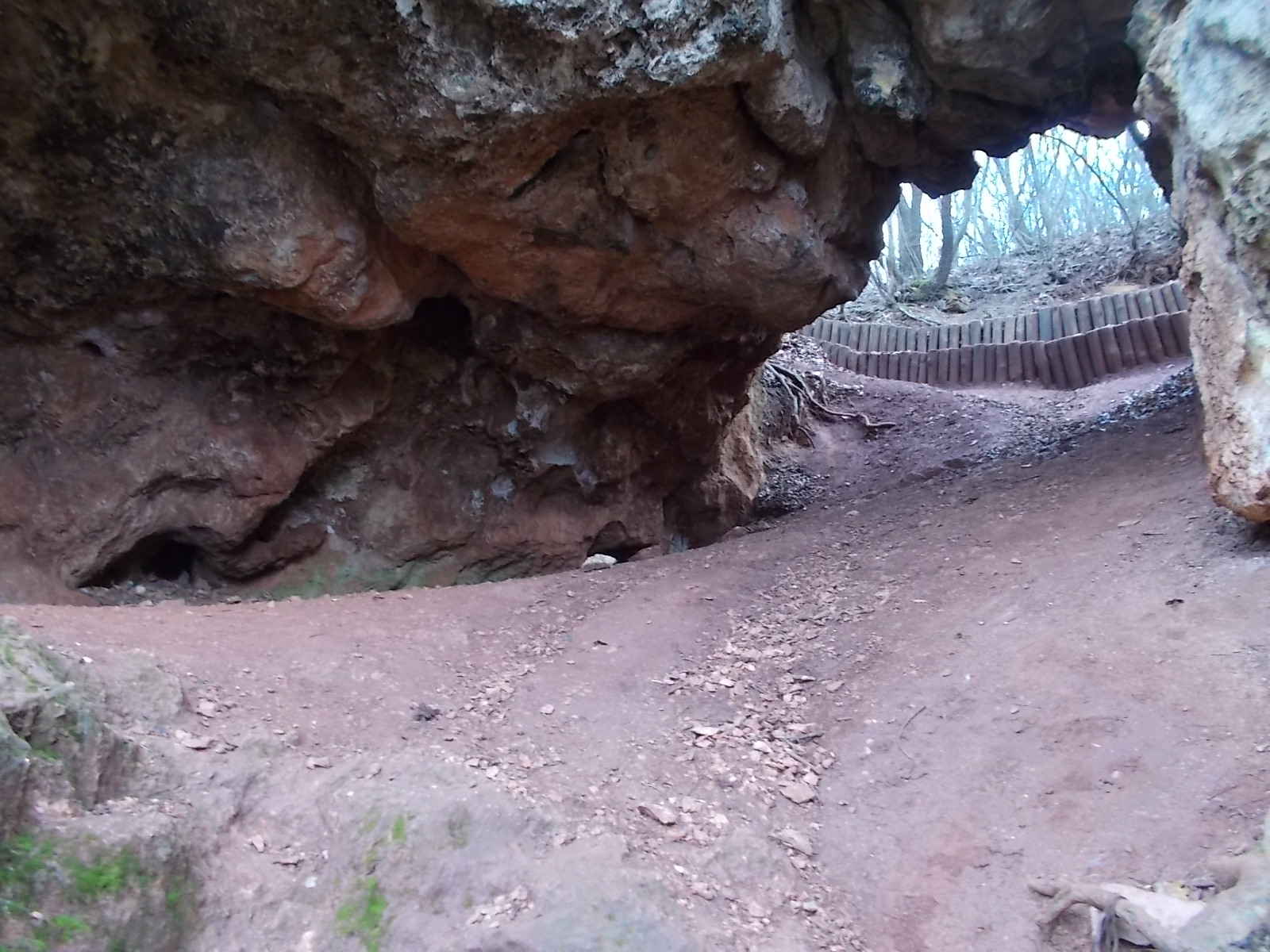
A Kőkapu sziklaíve

Az 1959-ben megjelent, Budapest természeti földrajza című könyvben szó van arról, hogy a Látó-hegy sziklás lejtőjétől DNy-ra a Törökvész út menti lapos nyereg választja el a Kőkapu kis dolomitrögét. A Kőkaput ÉK felé a Szalonka-úti völgy különíti el a Vadaskert hegycsoportjától. A könyvben ismertetett, Budán lévő fontosabb és érdekesebb barlangokon kívül van még néhány tucat, kicsi, jelentéktelen üreg a Budai-hegységben. Ezek közül valószínűleg hévizes eredetű a János-hegyi-átjáró, az óbudai Kecske-hegy és Felső-Kecske-hegy, illetve a Mátyás-hegy nagy kőfejtőjének üregei, a Csiki-hegyekben (Odvas-hegy, Kecske-hegy) fekvő kisebb üregek, az Apáthy-szikla és a máriaremetei kőfejtő üregei, továbbá a Hosszúerdő-hegyi-barlang. Ezeknek némelyike részben mesterséges eredetű.
Az 1966-ban kiadott, Budai-hegység útikalauzban az van írva, hogy az Apáthy-sziklától a turistaösvényen továbbhaladva ott, ahol a talaj vöröses színű lesz, hamar a Kőkapu alá lehet jutni. Meredek lejtőn lehet felmenni a Kőkapu természetes sziklakapujához, ahol az alacsony nyíláson átbújva festői a kilátás. A kapu felett jobbra keskeny gyalogút van. A Bertalan Károly és Schőnviszky László által összeállított, 1976-ban megjelent Magyar barlangtani bibliográfia barlangnévmutatójában meg van említve a Budai-hegységben lévő barlang Apáthy-szikla-kőkapuja néven Vaskapu névváltozattal. A barlangnévmutatóban fel van sorolva 3 irodalmi mű, amelyek foglalkoznak a barlanggal.
Az 1976-ban befejezett, Magyarország barlangleltára című kéziratban az olvasható, hogy az Apáthy-szikla I. sziklakapuja nevű barlang a Budai-hegyekben, Hűvösvölgyben, Budapest II. kerületében helyezkedik el. További nevei Kőkapu, Lipótmezei sziklák ürege és Vaskapu. A 257,6 HP-tól ÉK-re 150 m-re, erdős-bokros területen található. A pár méter hosszú és néhány méter magas, tág sziklaív egy elpusztult barlang roncsa. Szabadon látogatható turistalátványosság. Kitöltése védelemre érdemes, mert régészeti és őslénytani leletek lehetnek benne. A kézirat barlangra vonatkozó része 7 irodalmi mű alapján lett írva.

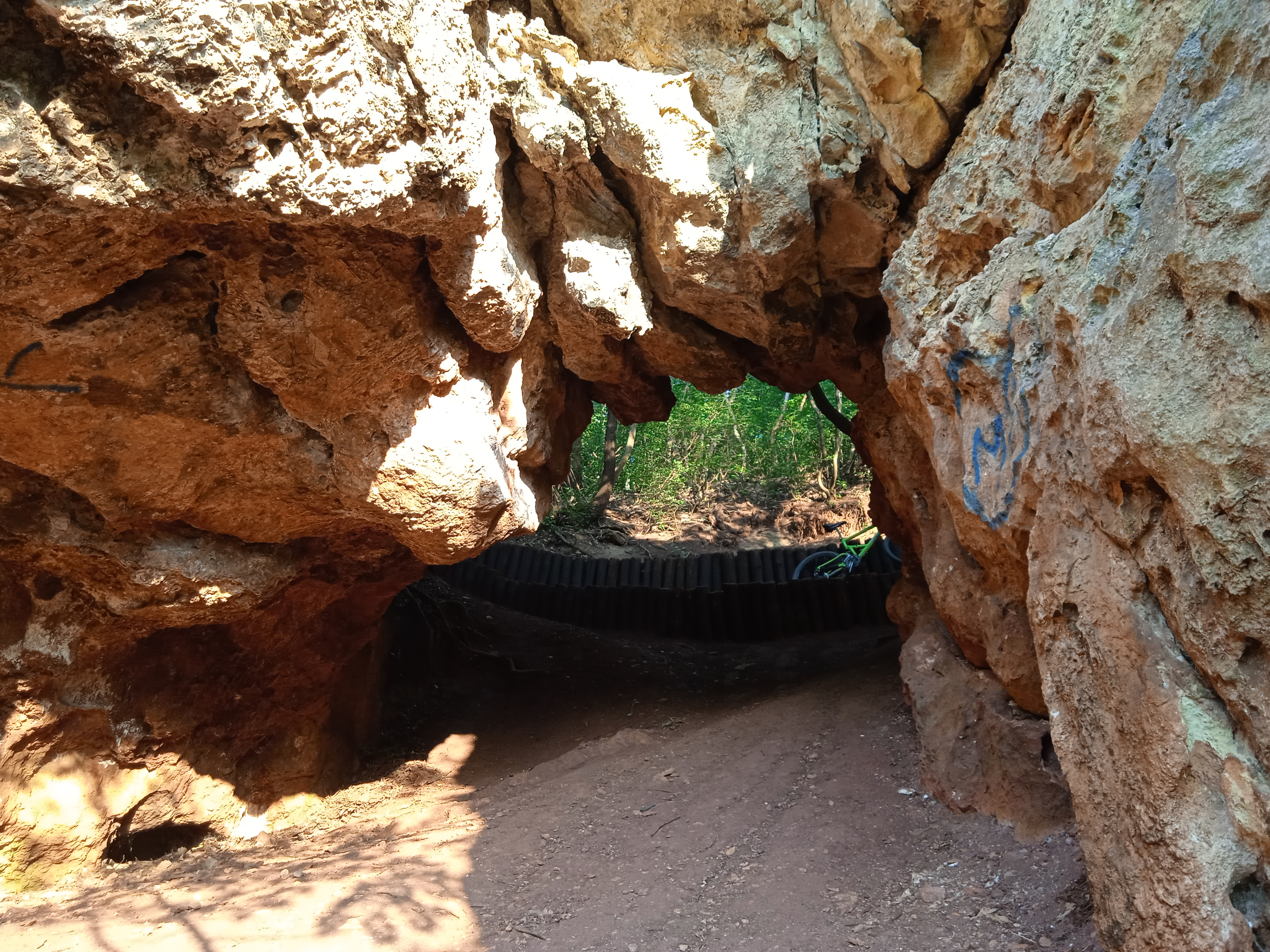
A barlang belseje 2021-ben

A Kordos László által írt és az 1982. évi MKBT Beszámolóban közölt áttekintésben meg van említve, hogy 1982. januárban Kraus Sándor földmintát gyűjtött a barlangból, amelynek iszapolási maradékában holocén fajok, Mollusca indet. (csiga), Salientia indet. (béka), Lacerta indet. (gyík), Aves indet. (madár) és Microtus arvalis (mezei pocok) maradványai voltak. Az 1982-ben napvilágot látott Budai-hegység útikalauz szerint a rózsadombi nagy barlangoktól Ny-ra vannak az Apáthy-szikla üregei. Az érdekes Kőkapu alatt el lett helyezve egy Vigyázat, szakadék, életveszély! feliratú tábla és sodronykötél van a földön. Itt az útnak egy csúszós vörösagyagos tereplépcsője van.
Az 1983. évi MKBT Beszámolóban publikált tanulmányban az van írva, hogy az Apáthy-szikla dolomitjában van néhány barlangméretű üreg. A szikla felső szintjén, az É felé vezető sétaút mellett látszik néhány üreg. Itt van a Kőkapu nevű sziklaív, amelynek kitöltése vörösagyag. A Kőkapu és néhány érdekes üreg említve van az irodalomban. Az 1984-ben kiadott, Magyarország barlangjai című könyv országos barlanglistájában szerepel a Budai-hegységben lévő barlang Apáthy-szikla 1. sz. sziklakapuja néven, Kőkapu, vaskapu és Lipótmezei sziklák üreg névváltozatokkal. A listához kapcsolódóan látható a Dunazug-hegység barlangjainak földrajzi elhelyezkedését bemutató, 1:500 000-es méretarányú térképen a barlang földrajzi elhelyezkedése.
A Leél-Őssy Szabolcs által írt, az 1995. évi Földtani Közlönyben publikált tanulmányban az olvasható, hogy a Szelelő-lyuk nevű barlang további nevei Kőkapu és Sziklakapu. A Vaskapu-hegy ÉNy-i oldalában van egy impozáns méretű sziklakapu és mögötte egy kis hasadék, amelyek fődolomitban jöttek létre. A barlang agyagos, kissé bauxitos kitöltésű. A tanulmányhoz mellékelve lett a Rózsadomb és környéke barlangjainak helyszínrajza, amelyen jelölve van a barlang helye. A Duna–Ipoly Nemzeti Park Igazgatóság működési területén, a Budai-hegységben elhelyezkedő, 4762/14 kataszteri számú Kőkapu, 2006. február 28-tól, a környezetvédelmi és vízügyi miniszter 8/2006. KvVM utasítása szerint, megkülönböztetett védelmet igénylő barlang.

## Képek

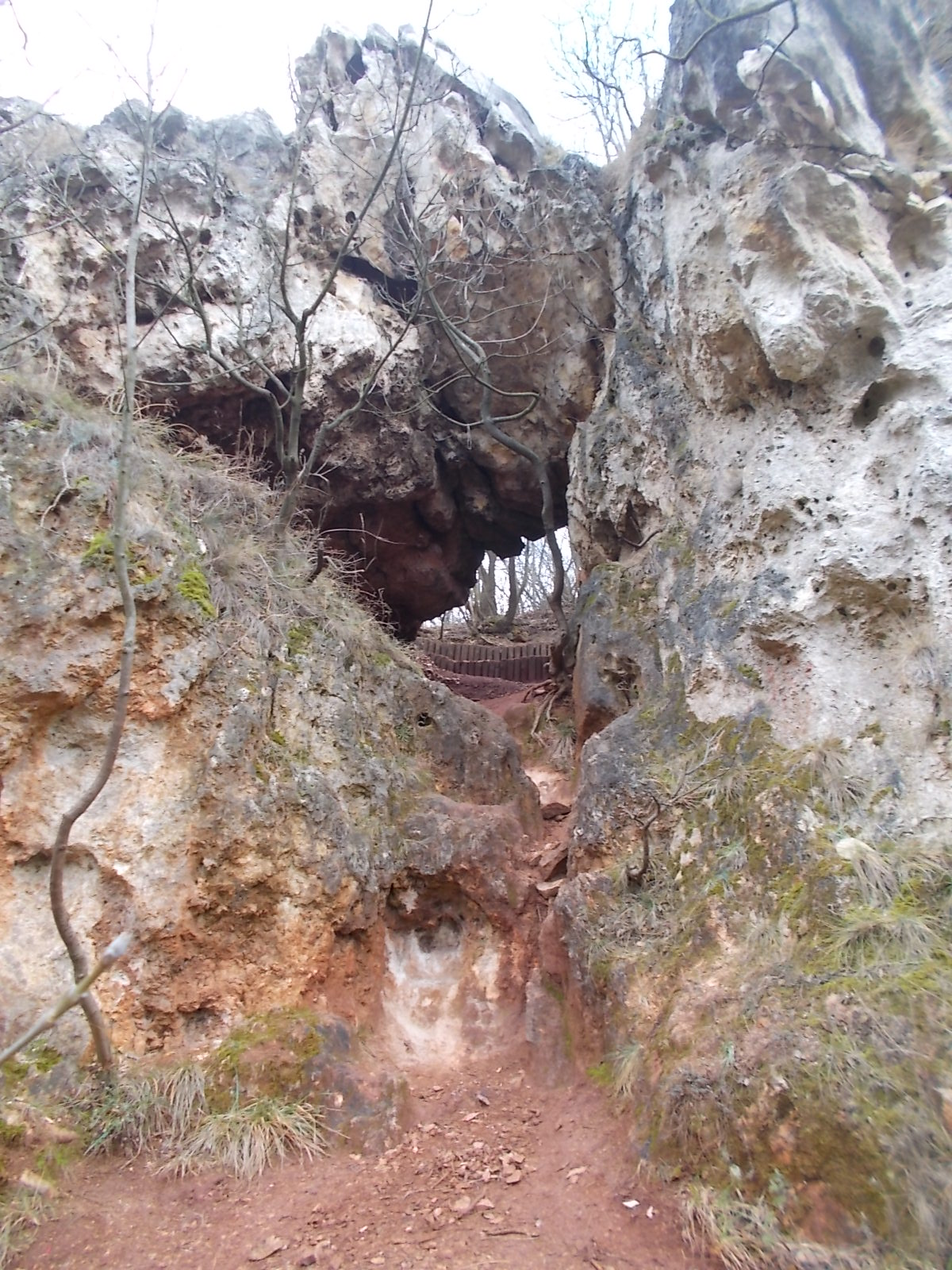
A Kőkapu alsó bejárata
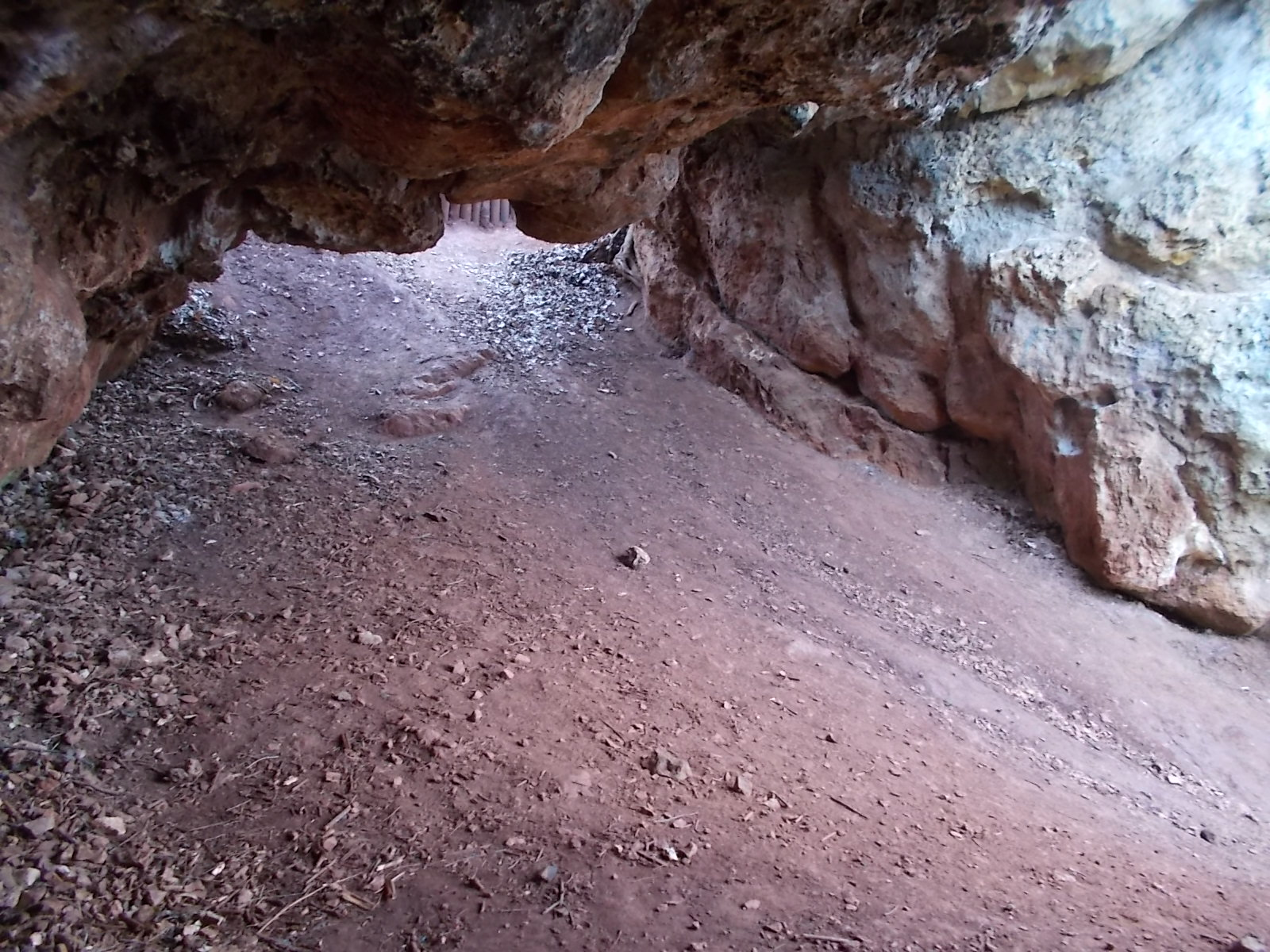
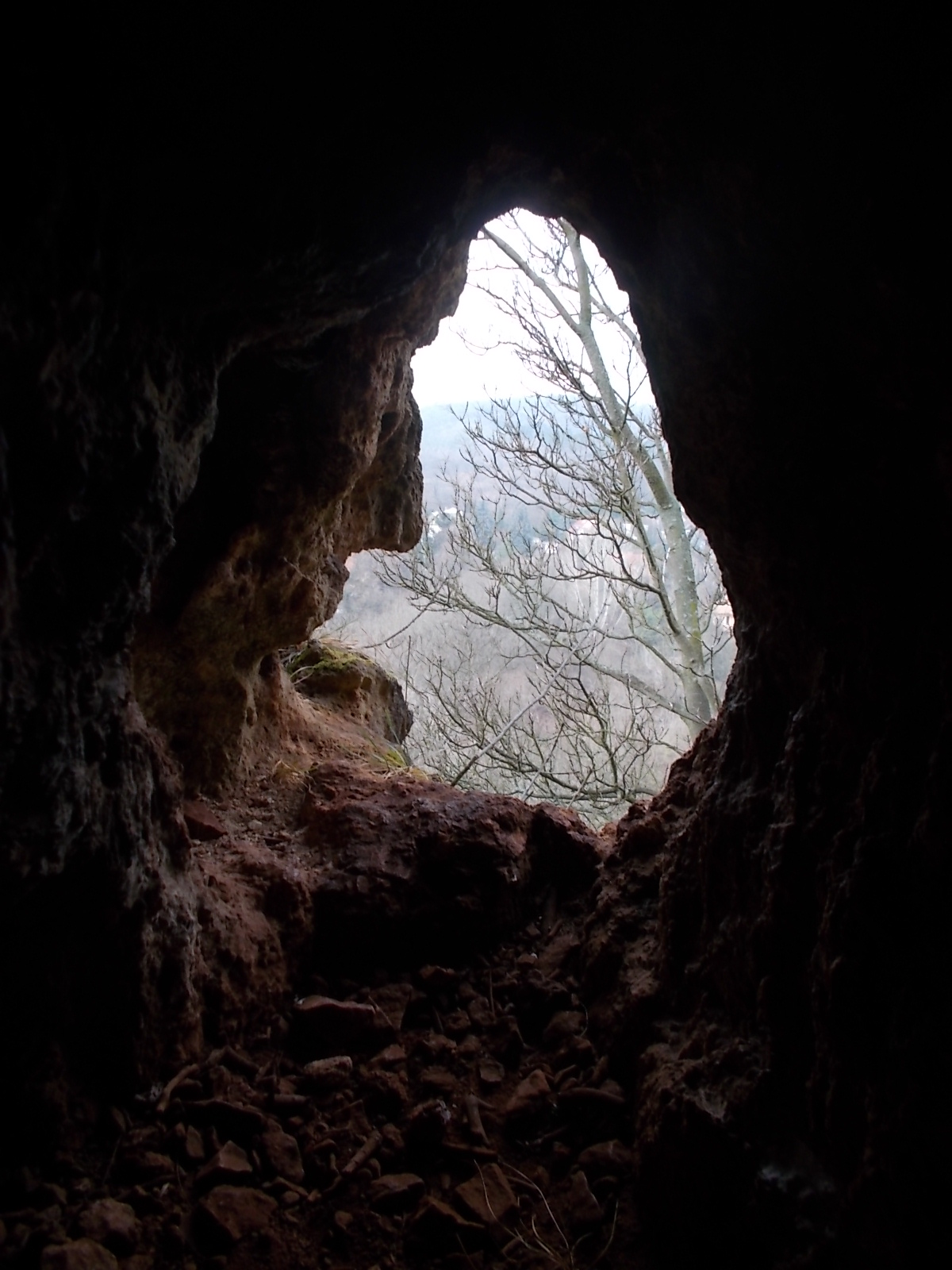
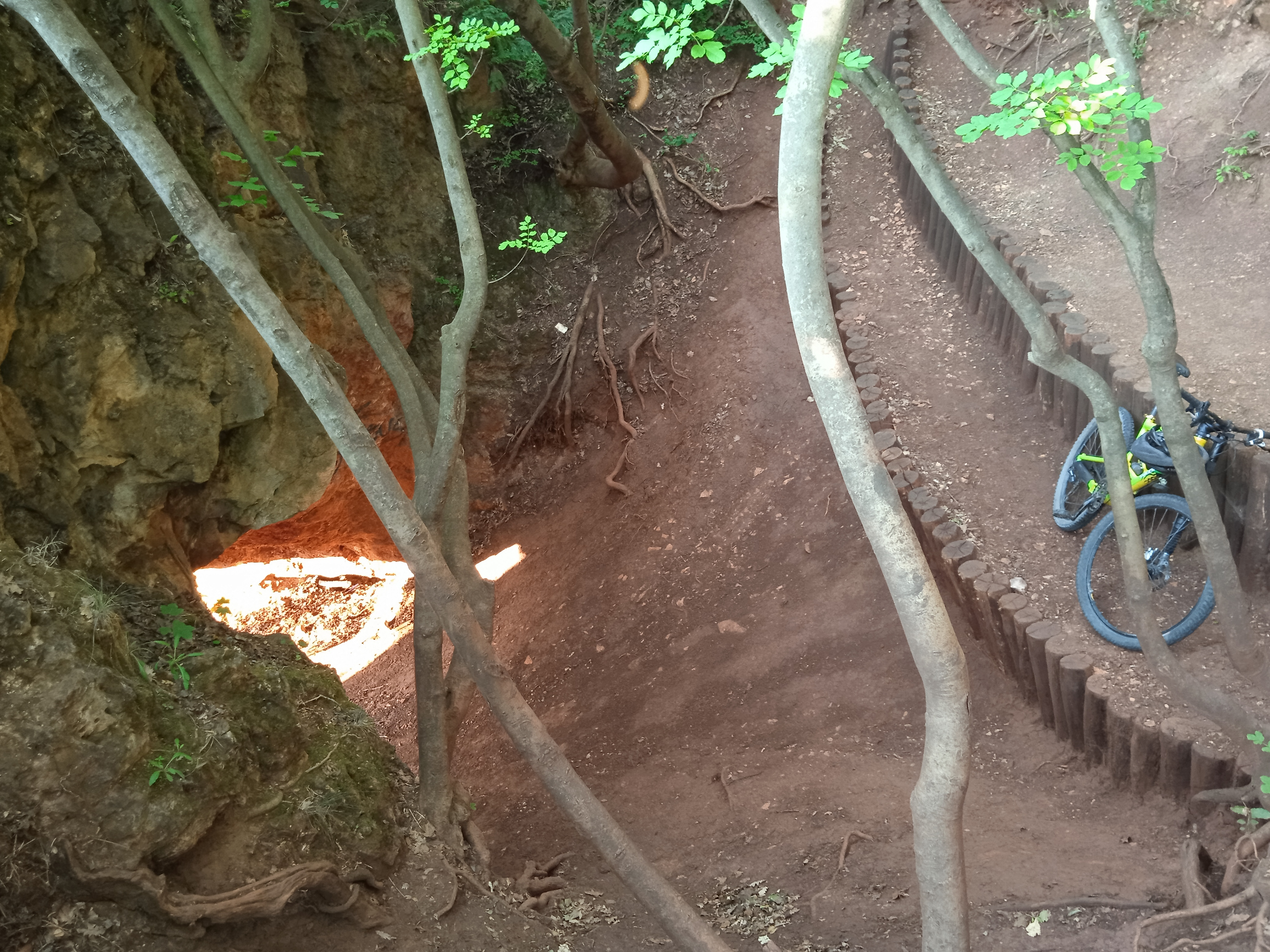
A Kőkapu felső bejárata
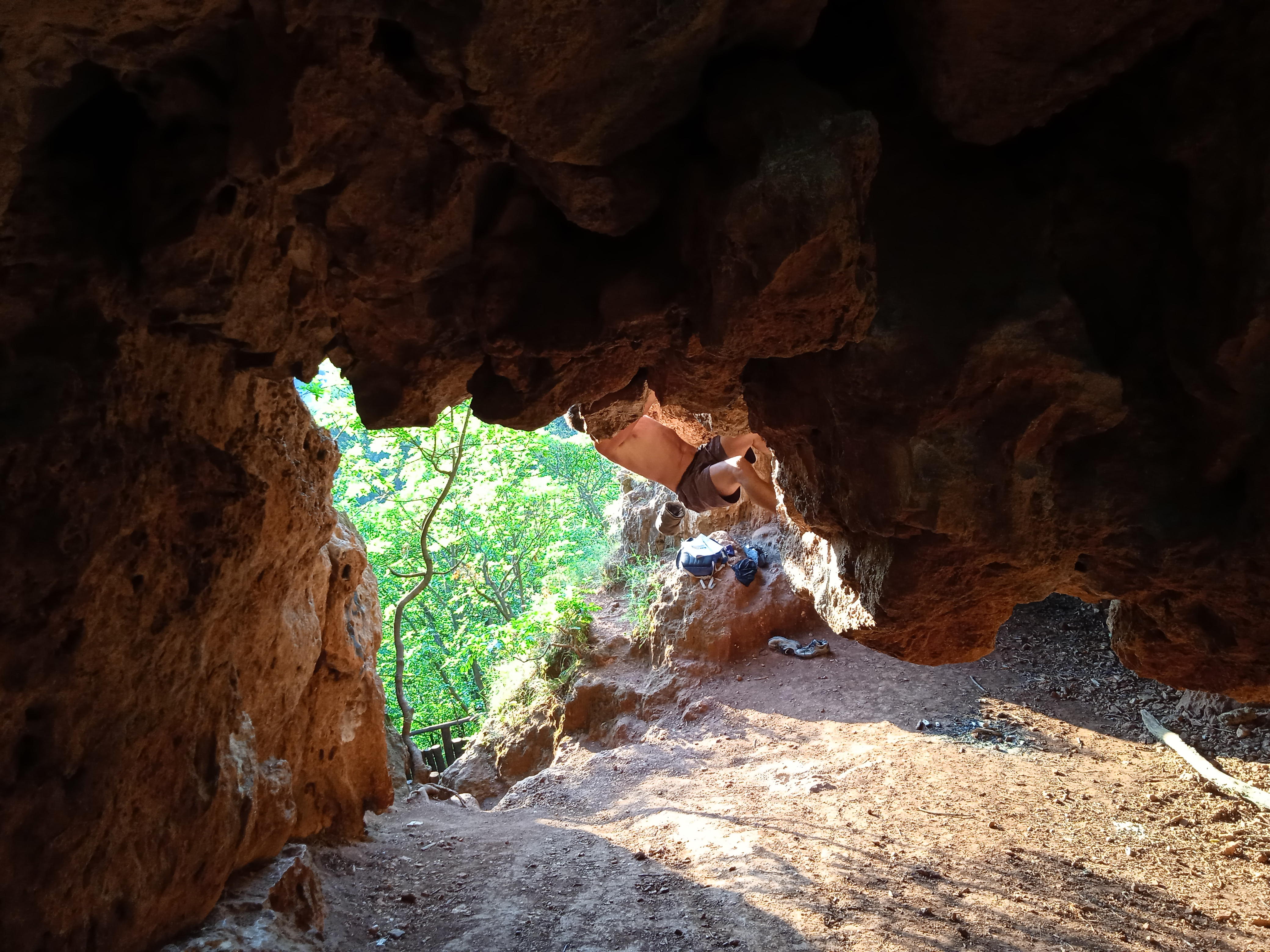
A barlang belseje

## További irodalom
- Bertalan Károly: Kézi jegyzetek. Kézirat. (1959-től íródott.)
- Horusitzky Henrik: Budapest Dunajobbparti részének (Budának) hidrogeológiája. Hidrológiai Közlöny, 1938. (18. évf.)
- Pápa Miklós: Budai hegyek útikalauz. Budapest, 1956.
- Strömpl Gábor: A Jánoshegy és körképe. Pedagógiai Szeminárium, 1937–1938. április. (8. évf. 8. sz.)
- Vigyázó János szerk.: Budai hegyek részletes kalauza. Budapest, 1934. (A harmadik kiadást Strömpl Gábor dolgozta át.)
- –: BETE Barlangnapló. Kézirat. 1. köt. 1931–1938, 2. köt. 1939–1942.